# Конденсация (химия)
Реа́кция конденса́ции — исторически сложившееся название некоторых реакций с различными механизмами в органической химии. В более узком значении под реакцией конденсации понимают взаимодействие двух и более органических соединений, проходящее с образованием новой межуглеродной связи вида C−C.

## Виды
Реакции конденсации можно разделить на два основных вида:
- Реакции замещения. В процессе взаимодействия реагентов происходит замещение атомов или их группы с образованием простой молекулы:
{\displaystyle {\ce {-{\underset {|}{\overset {|}{C}}}-X{}+-{\underset {|}{\overset {|}{C}}}-Y->[{\ce {-XY}}]-{\underset {|}{\overset {|}{C}}}-{\underset {|}{\overset {|}{C}}}-}}}

В качестве X и Y могут выступать водород, гидроксогруппа, органические радикалы, галогены и другие группы атомов. В качестве отщепляемой молекулы может выступать вода, неорганические соли, галогеноводороды. К этой группе реакций относят кротоновые конденсации, реакция Фриделя — Крафтса и ряд подобных.
- Реакции присоединения. В ходе этой разновидности реакции к органической молекуле присоединяется по кратной связи другая органическая молекула:
{\displaystyle {\ce {-{\underset {|}{\overset {|}{C}}}-H{}+{\underset {|}{\overset {|}{C}}}=R->-{\underset {|}{\overset {|}{C}}}-{\underset {|}{\overset {|}{C}}}-RH}}}

К данной группе реакций относятся, например, альдольная конденсация и диеновый синтез.